# Friedenskirche (Remagen)

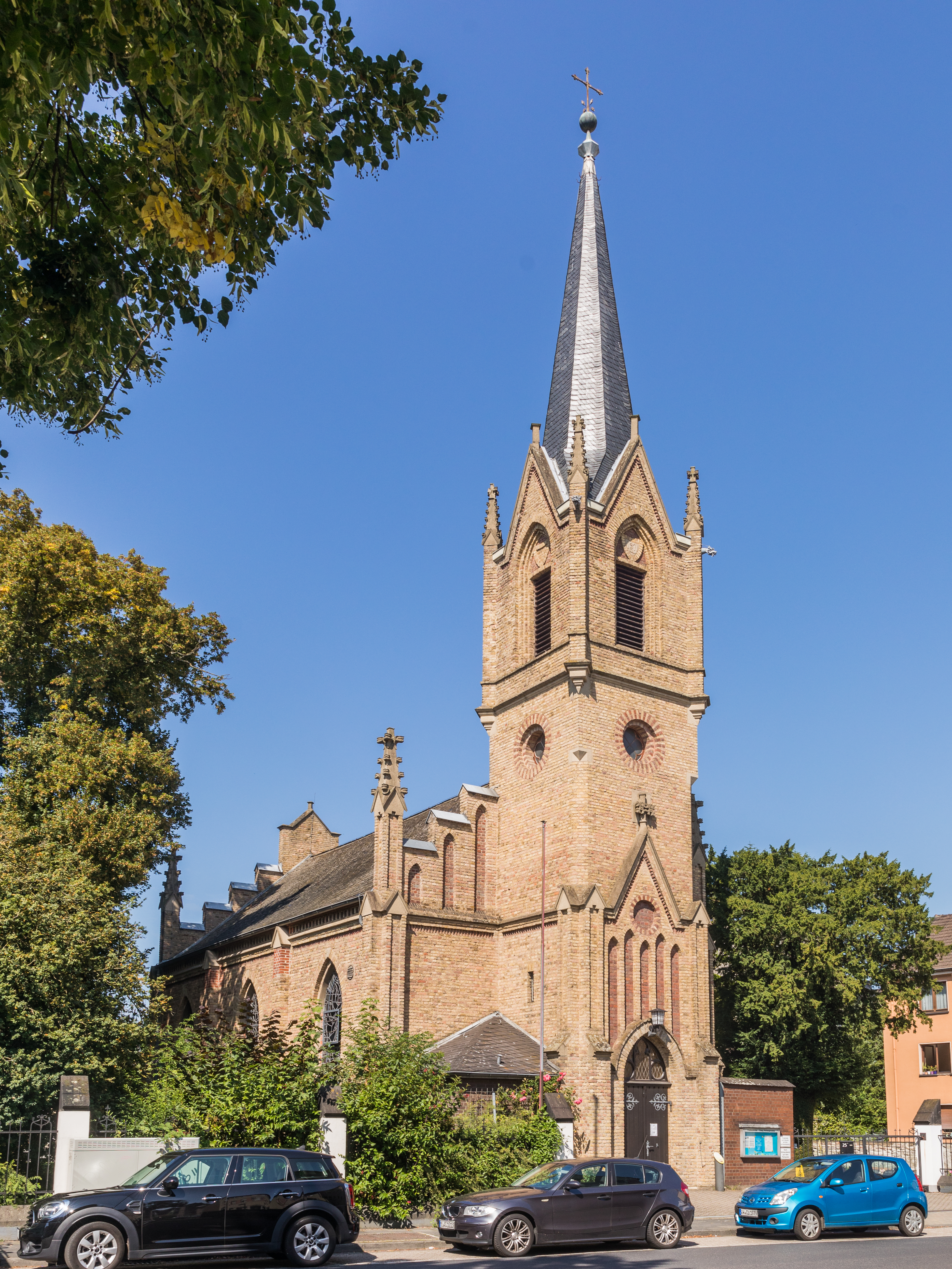
Evangelische Friedenskirche Remagen

Die Friedenskirche ist ein denkmalgeschütztes neugotisches evangelisches Kirchengebäude in der verbandsfreien Stadt Remagen im Landkreis Ahrweiler in Rheinland-Pfalz. Sie gehört zur Evangelischen Kirchengemeinde Remagen-Sinzig im Kirchenkreis Koblenz der Evangelischen Kirche im Rheinland. Der Kirchturm dient dem Katasteramt Sinzig als trigonometrischer Punkt.

## Geschichte
Remagen gehörte in der frühen Neuzeit meistens zu katholischen Territorien. Es gab jedoch seit 1565 auch eine kleine evangelische Gemeinde. Diese versammelte sich seit 1684 in dem von ihr erworbenen Steinen Haus. Im 19. Jahrhundert war die Gemeinde so gewachsen, dass der Bau einer Kirche ins Auge gefasst wurde. Der Grundstein wurde am 18. Juli 1871 gelegt, wenige Wochen nach dem Frieden von Frankfurt, und das Gotteshaus erhielt den Namen Friedenskirche.
Der deutsche Architekt und Baurat Hermann Cuno (1831–1896) entwarf die Kirche im neugotischen Stil. Die Einweihung wurde am 18. Juni 1872 gefeiert. Im Juli 1910 untersuchte das Provinzialkirchliche Bauamt das Gebäude und stellte ihm dabei ein gutes Zeugnis aus.
Der Zweite Weltkrieg hinterließ deutliche Spuren an der Kirche. Am 28. Dezember 1944 wurde sie durch einen der zahlreichen Bombenangriffe auf Remagen schwer beschädigt. Im Winter 1945/1946 fanden in der notdürftig hergerichteten Kirche wieder Gottesdienste statt. Am 15. Mai 1947 stürzte ein Teil des Turmes auf das Dach des Kirchenschiffes, woraufhin der Bau umfassend restauriert wurde. Zum Reformationsfest des Jahres 1950 konnten die Gottesdienstfeiern wieder aufgenommen werden, die zwischenzeitlich in der Kapelle St. Anna stattfanden.
1969 wurde im Zusammenhang mit umfangreichen Reparatur- und Renovierungsarbeiten im Vorraum der Kirche eine Toilettenanlage eingerichtet. Bei einer Innensanierung zum 100-jährigen Kirchjubiläum 1971 wurde die alte Empore zurückgebaut. Ein Jahr später wurden neue Kirchenfenster eingesetzt.

## Äußeres Erscheinungsbild
Die Längen- und Breitenmaße von Turm und Kirchenschiff sind harmonisch aufeinander abgestimmt. Diese harmonische Einteilung wird fortgesetzt durch drei Achsen in den Seitenwänden mit jeweils drei großen Fenstern und zwei angedeuteten Stützpfeilern sowie mit drei weiteren Fenstern im deutlich niedrigeren und schmaleren Chor. Ein Treppengiebel und gotische Fialen betonen zusätzlich das Kirchenschiff im Verhältnis zum Chor. Dieselbe Art von Treppengiebel ist im vorderen Teil zu finden, jedoch ist die Wirkung durch den Turm zurückgesetzt. Das Dach ist von einem goldenen Kreuz gekrönt. Die Fassaden sind mit gelblichen und dunkelroten Ziegelsteinen versehen, die sich farblich voneinander absetzen. Die Kirche besitzt eine zweiteilige dunkle Holztür mit kunstvollen Eisenverzierungen.

## Kirchenschiff und Chor
Die hellblau gestalteten neugotischen Gewölbe im Chor bilden einen Kontrast zum weißen Grundton. Den Übergang zum Kirchenschiff bildet ein großer Spitzbogen. Die flach eingezogene Decke ist mit Holz verkleidet. Dadurch, dass Wandschmuck, Kreuz, Kanzel und Altar eher schlicht wirken, kommen die 1972 eingesetzten Fenster deutlicher zur Geltung, unterstützt durch die Farbgebungen: tiefes Blau in denen des Kirchenschiffs und betontes Rot in denen des Chors.

## Glocken
1871 wurden die ersten drei Glocken angeschafft. Sie wurden aus zehn Tonnen von französischen Kanonen stammender Geschützbronze bei der Firma Theodor Lehmann in Neuwied gegossen. Zwei von ihnen wurden im Jahre 1917 wieder zu Kanonen verarbeitet. Nachdem 1922 in der Gemeinde für neue Glocken gesammelt wurde, konnte wieder Ersatz geschaffen werden.
Im Rahmen der „Metallmobilisierung“ zur „weiteren Verstärkung der Rüstungsreserve“ befahl 1942 der Reichsminister für kirchliche Angelegenheiten Erfassung, Ausbau und Abtransport der Glocken. Übrig blieb lediglich eine kleine, 1928 gegossene Glocke mit einem Durchmesser von 58 cm und einem Gewicht von 120 kg.
Nach Beendigung des Zweiten Weltkriegs wurde wiederum Ersatz geschaffen. Seit März 1952 ist eine Leih- und Patenglocke aus der früheren Gemeinde Suckow im Kreis Schlawe in Pommern in Betrieb. Sie stammt aus dem 15. Jahrhundert, hat einen Durchmesser von 71,5 cm und ein Gewicht 208 kg. Die größte Glocke ist ebenfalls eine Leihglocke. Zusammen mit der mittleren kommt sie aus dem früheren Kreis Jawor in Niederschlesien und wiegt 475 kg. Gegossen wurde sie 1731 in Hirschberg.
Die Remagener Friedenskirche ist in der Liste der Kulturdenkmäler in Remagen verzeichnet.